# 신테토케라스
신테토케라스(Synthetoceras)는 신생대 마이오세 후기 지금의 북아메리카 지역에서 서식하던 초식성 포유류이다. 속명의 뜻은 '합쳐진 뿔'이라는 뜻이다. 화석은 미국의 텍사스 주에서 발견되었다.

## 특징

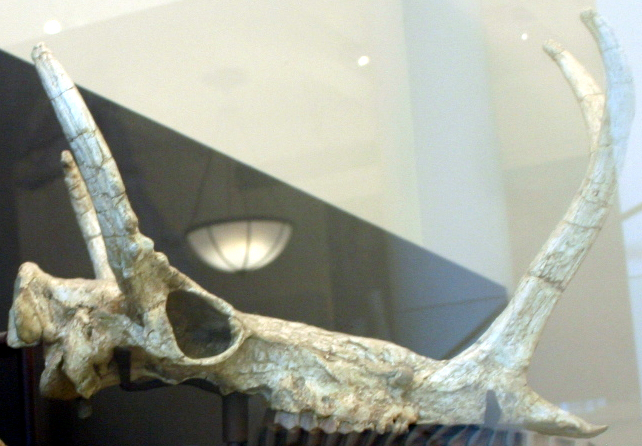
신테토케라스의 두개골

현재의 사슴의 두개골을 앞으로 잡아당긴 것처럼 길쭉한 두개골에는 총 3개의 뿔이 돋아있었다. 코 위에 솟아난 뿔은 끝이 두 갈래로 갈라진 Y자 형태를 하고 있었다. 학자들의 분석에 따르면 이 독특한 모양의 뿔은 오직 수컷 개체에게서만 나타나는 형질로, 주로 천적을 위협하거나 번식기에 수컷들 간에 우위를 다투는 용도였을 것으로 사용되었을 것이라고 추측된다.